# Розсутце
Розсутце (Rozsutce) — гірський масив в Словаччині; геоморфологічна підодиниця масиву Криванська Фатра. Найвища точка — Вельки-Розсутец (1610 метрів).. Місце розташування — Жилінський край